# Otošče
Otošče je vas v Vipavski dolini, ki spada pod Občino Divača.
Otošče ležijo na začetku, skrajnem vzhodnem robu Vipavske doline, v ozki dolini potoka Močilnika pod Rebernicami, ob stari cesti iz Podnanosa proti Razdrtemu tako, da veljajo za prvo vas v Vipavski dolini.
Iz vasi izvira slovenska glasbena rock skupina Jet Black Diamonds.